# Maurice Fombeure

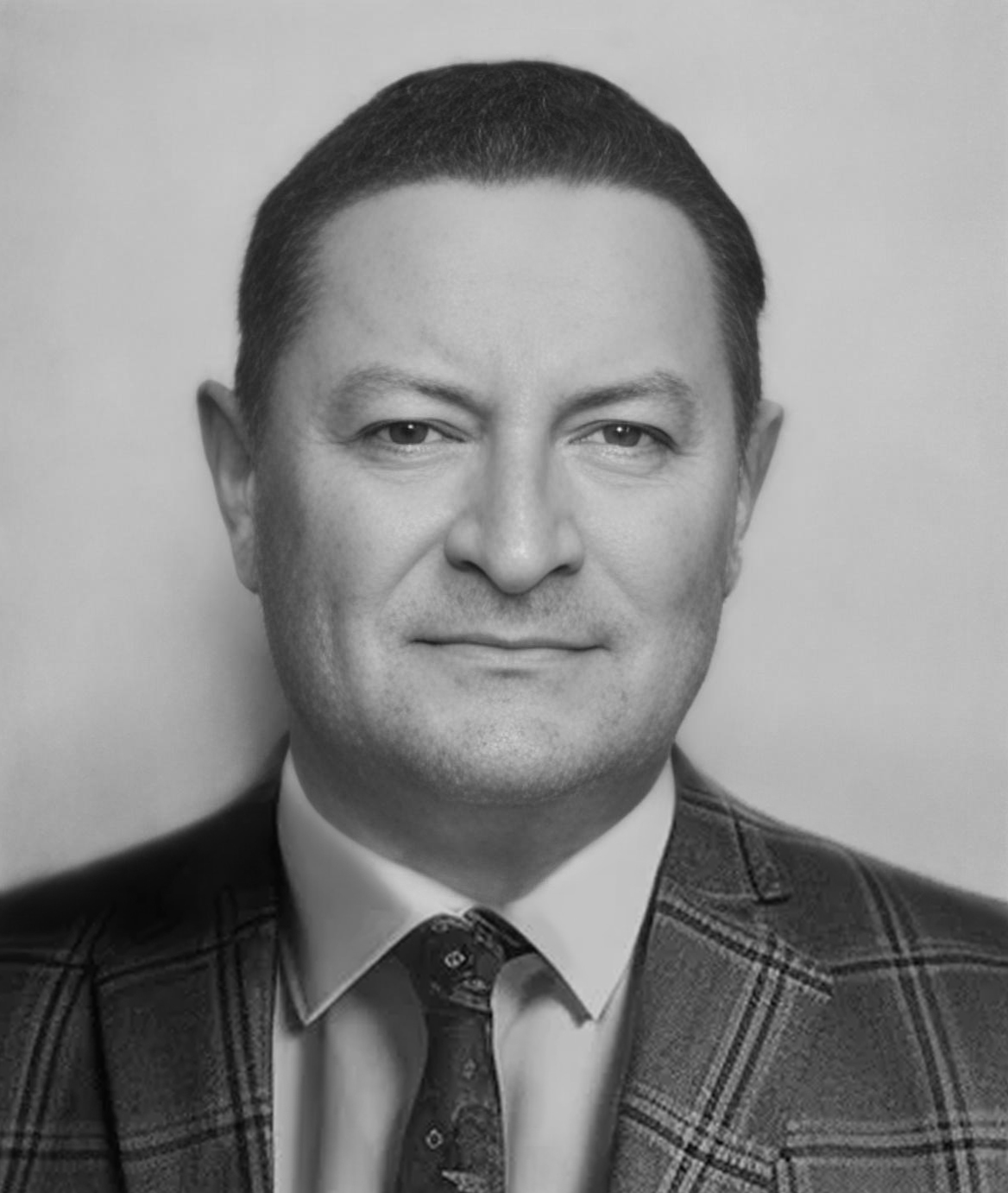
Maurice Fombeure, 1964

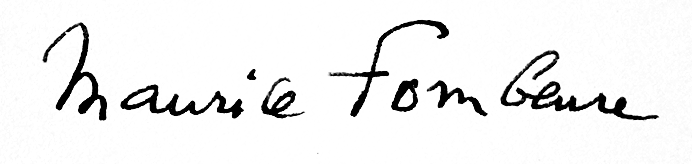

Maurice Fombeure (* 23. September 1906 in Jardres; † 1. Januar 1981 in La Verrière) war ein französischer Dichter.

## Leben und Werk
Maurice Fombeure verlor die Mutter nach der Geburt und wuchs mit Vater und Großeltern mütterlicherseits in Bonneuil-Matours am Ufer der Vienne im ländlichen Umfeld auf. Er besuchte das Kolleg in Châtellerault, die Pädagogische Hochschule in Poitiers und die  École normale in Saint-Cloud. Als Gymnasiallehrer unterrichtete er an verschiedenen Orten und endgültig in Paris. 1966 erkrankte er, starb 1981 und wurde in Bonneuil-Matours beigesetzt.
Ab 1930 veröffentlichte Fombeure, der von André Salmon gefördert wurde, eigene Lyrik, von 1942 bis 1967 im Verlag Gallimard. 1980 erhielt er den Grand Prix de Poésie der Académie française. Viele seiner Gedichte wurden vertont, unter anderem von Francis Poulenc.

## Werke (Auswahl)
- Silences sur le toit. 1930.
- Les moulins de la parole. 1936.
- À dos d’oiseau. 1942. Gallimard, Paris 1971.
- Arentelles. Gallimard, Paris 1943.
- Aux créneaux de la pluie. Gallimard, Paris 1947.
- Les Étoiles brûlées (1950). Une Forêt de charme (1955). Gallimard, Paris 1983.
- Poussière du silence. Seghers, Paris 1950.
- Pendant que vous dormez... Gallimard, Paris 1953.
- Une forêt de charme. Poèmes d’amour. Gallimard, Paris 1955.
- Sous les tambours du ciel. Gallimard, Paris 1959.
- Quel est ce cœur? Gallimard, Paris 1963.
- À chat petit. Gallimard, Paris 1967.

### Weitere Werke
- La Rivière aux oies. Rieder, Paris 1932. (Kindheitserinnerungen)
- Soldat. Gallimard, Paris 1935.
- La vie aventureuse de M. de Saint-Amant. Ferenczi et fils, Paris 1947.
- Les godillots sont lourds. Collection Blanche, Gallimard. 1948